# Tundraammern
Die Tundraammern (Calcariidae) sind eine Familie kleiner Singvögel. Die Familie ist in drei Gattungen mit insgesamt sechs Arten gegliedert, deren Vorkommen sich über Nordamerika und Eurasien erstrecken. Sie sind Zugvögel mit Brutgebieten in oft hohen nördlichen Breiten, deren Lebensraum eine große Bandbreite zeigt, u. a. Grünland, Steppen, Tundra, Gebirge und auch Strände. In Europa sind nur die beiden Arten Spornammer und Schneeammer heimisch.

## Beschreibung
Die Arten der Familie sind mittelgroße Singvögel, die eine Größe zwischen 15 und 20 cm aufweisen. Das Gewicht der Vögel variiert zwischen etwa 20 g bei der Gelbkehl-Spornammer und 42 g bei der Beringschneeammer. Das Gefieder weist meist braune, graue und weiße Bereiche auf, die Iriden der Vögel sind dunkelbraun oder schwarz. Die Beine der Schneeammern der Gattung Plectrophenax sind dunkelgrau oder schwarz, während diese bei den anderen vier Arten farblich von rosa bis braun variieren.

## Lebensweise
Die tagaktiven Vögel dieser Familie sind oft laufend anzutreffen, während sie Nahrung vom Boden aufpicken. Die Nahrung besteht dabei vor allem aus Insekten und Sämereien. Außerhalb der Brutzeit sind die Vögel oft in Schwärmen anzutreffen. Im Fall der Goldbauch-Spornammer bilden die Vögel auch während der Brutzeit kleinere Kolonien.

## Verbreitung und Lebensraum

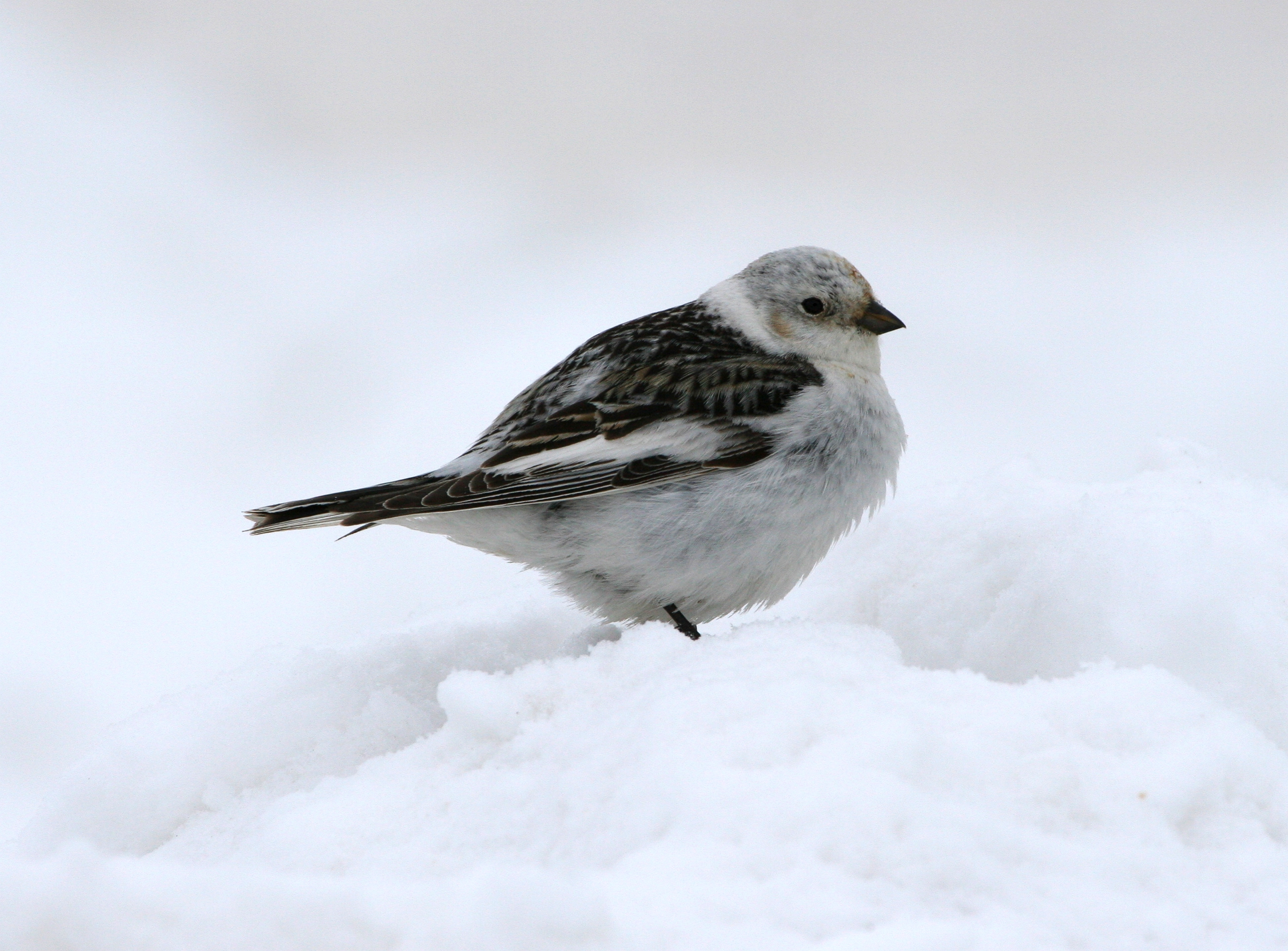
Schneeammer in Alaska. Die Art brütet vornehmlich in der arktischen Tundra und überwintert in den nördlichen gemäßigten Zonen

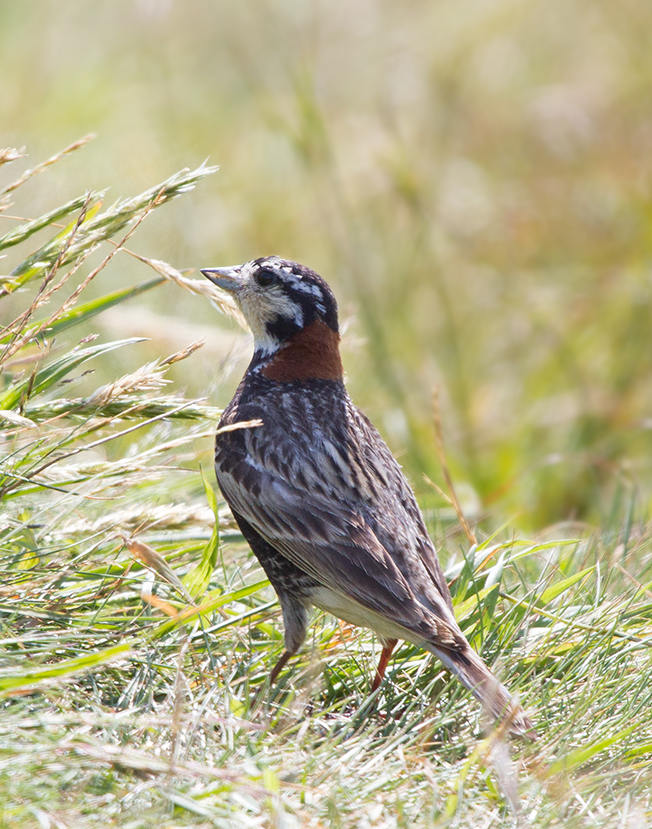
Gelbkehl-Spornammer als Ausnahmegast in Maine. Die Art brütet in der nordamerikanischen Prärie

Die Familie besitzt ein äußerst ausgedehntes Verbreitungsgebiet. Von den sechs Arten kommen zwei, die Spornammer und die Schneeammer, in einem Gürtel, der das gesamte Eurasien und Nordamerika umspannt, vor, während die anderen vier Arten ausschließlich in Nordamerika vorkommen.  Das Brutgebiet der Schneeammer dehnt sich dabei vom nördlichen kontinentalen Nordamerika über die Südküste Grönlands über das nördliche Skandinavien durch das gesamte nördlichste Russland bis zur Beringstraße aus. Das Überwinterungsgebiet findet man in Südkanada und den nördlichen USA und im eurasischen Teil erstreckt es sich vom nördlichen Großbritannien über Deutschland, Polen, die Ukraine bis in die Mongolei und China. Ausnahmegäste sind auch weiter südlich angetroffen worden, beispielsweise in Algerien und Marokko, auf dem Balkan und in der Türkei sowie auf Malta. Die Spornammer hat ein ähnliches Verbreitungsgebiet.
Die Verbreitungsgebiete der anderen vier Arten sind weit eingeschränkter. Die Beringschneeammer brütet ausschließlich auf einigen Inseln in der Beringsee und überwintert an der Westküste Alaskas. Ausnahmsweise wurde diese Art auf den Aleuten, in British Columbia, Washington und Oregon festgestellt.  Die Goldbauch-Spornammer brütet in einem schmalen Streifen an den Küsten Alaskas und Nordkanadas und überwintert in einem Bereich der südöstlichen USA.  Die Gelbkehl-Spornammer brütet dagegen wesentlich weiter südlich in den Präriegebieten der kanadisch-amerikanischen Grenzregion und überwintert in einem Gebiet, das sich von den südlichen USA bis nach Nordzentralmexiko erstreckt. Die Weißkehl-Spornammer hat ein ähnliches Verbreitungsgebiet, wobei das Überwinterungsgebiet nur die nördlichsten Gebiete Mexikos erreicht.
Der Lebensraum der Tundraammern findet sich ganz allgemein in offenen Landschaftsformen wie Prärien, Tundren, Küsten, aber auch in der offenen Agrarlandschaft. Die Schneeammer bewohnt auch gebirgige Regionen.

## Systematik
Traditionell wurden die Sporn- und Schneeammern der Familie der Ammern (Emberizidae) zugeordnet.  Eine von Per Alström et al. im Jahre 2008 veröffentlichte Studie zeigte allerdings, dass die Sporn- und Schneeammern eine gemeinsame Klade bilden, die von den eigentlichen Ammern verwandtschaftlich recht weit entfernt ist und stattdessen den Waldsängern (Parulidae) näher steht. Die Systematik der aus diesen und anderen nahe verwandten Familien gebildeten Klade, die wohl die Schwestergruppe der Finken bildet, ist allerdings zurzeit (2018) noch nicht restlos geklärt. Die hier vorgestellte Familie wurde von der IOU im Jahr 2010 akzeptiert.
Mithilfe einer molekularen Uhr, die Cytochrom-b-Gene nutzt, wurde gezeigt, dass die Calcariidae einen gemeinsamen Vorfahren besitzen, der vor etwa 4,2–6,2 Mio. Jahren lebte, also am Beginn des Pliozäns, vielleicht kurz nachdem sich große Grasländer auf dem nordamerikanischen Kontinent im späten Miozän gebildet hatten, als das Klima trockener und kälter geworden war.

### Gattungen und Arten
Die Familie enthält drei Gattungen: Calcarius (Spornammern), Plectrophenax (Schneeammern) und die monotypische Gattung Rhynchophanes, deren einzige Art ebenfalls (Weißkehl)-Spornammer genannt wird. Genetische Analysen mithilfe der Cytochrom-b-Gene hatten bereits 2003 gezeigt, dass die Weißkehl-Spornammer allerdings näher mit den Schneeammern verwandt ist, wodurch die Stellung dieser „Spornammer“ in eine eigene Gattung gerechtfertigt ist. Innerhalb der Gattung Calcarius sind die Gelbkehl- und die Goldbauch-Spornammer Schwesterarten, also nächste Verwandte. Die Spornammer Calcarius lapponicus hat sich nach dieser Studie von den Schwesterarten ornatus/pictus schon am Beginn des Pliozäns getrennt. Trotz ihres recht unterschiedlichen Aussehens haben sich die Gelbkehl- und die Goldbauch-Spornammer (Calcarius ornatus/pictus) erst vor 1,5–2 Mio. Jahren, also am Beginn des Pleistozäns voneinander getrennt. Die Schneeammer und die Beringschneeammer scheinen sich sogar erst vor 100000–125000 Jahren getrennt zu haben.
- Calcarius Bechstein, 1802 – 3 Arten
  - Spornammer (Calcarius lapponicus)
  - Goldbauch-Spornammer (Calcarius pictus)
  - Gelbkehl-Spornammer (Calcarius ornatus)
- Plectrophenax Stejneger, 1882 – 2 Arten
  - Schneeammer (Plectrophenax nivalis)
  - Beringschneeammer (Plectrophenax hyperboreus)
- Rhynchophanes Baird, 1858 – 1 Art

Weißkehl-Spornammer (Rhynchophanes mccownii)